# Gustav Harteneck
Gustav Harteneck (Landau in der Pfalz, 27 luglio 1892 – Pullach im Isartal, 7 febbraio 1984) è stato un generale tedesco della Wehrmacht durante la seconda guerra mondiale.

## Biografia
La carriera militare di Harteneck iniziò in maniera piuttosto inusuale in quanto egli era uno studente di medicina a Monaco di Baviera, ma decise di intraprendere la carriera militare il 7 aprile 1914 quando si offrì come volontario nel 3º reggimento di cavalleria dell'esercito bavarese, passando per la fine dell'anno nel 5º reggimento cavalleggeri. Il 25 agosto 1915 venne promosso sottotenente. Durante la prima guerra mondiale prestò servizio su molti fronti del conflitto: dalle Fiandre alla Polonia, nelle paludi di Pripjet, in Transilvania, in Romania, in Ucraina e nel Caucaso.
Dopo l'armistizio di Compiègne, il rimpatrio e la smobilitazione dell'esercito tedesco, Harteneck si unì brevemente al Freikorps Bogendörfer, col quale aiutò a sopprimere la neonata Repubblica Sovietica di Monaco. Successivamente trasferito al Reichswehr, Harteneck venne assegnato al comando del 22º reggimento di fanteria venendo poi trasferito al 21º reggimento di cavalleria da metà agosto 1919. Nel maggio del 1920 venne trasferito al 17º reggimento di cavalleria, i cosiddetti "cavalieri di Bamberga". Il 1 maggio 1923 venne promosso tenente e nel frattempo seguì un corso presso il VI distretto militare, ottenendo il brevetto dal 1º ottobre 1924. Dopo un breve periodo di comando del 14º reggimento di fanteria, Harteneck venne trasferito al ministero della guerra dal 1º ottobre 1926. Dal 1º ottobre 1933 al 30 giugno di quello stesso anno fu maestro di equitazione presso la scuola di cavalleria di Hannover. Venne quindi trasferito nello staff della 1ª divisione di cavalleria, venendo promosso al grado di maggiore dal 1º agosto 1934 e quindi trasferito al personale della 3ª divisione due settimane dopo. Nel corso dell'espansione della Reichswehr, Harteneck fu dispiegato dal 1º ottobre 1934 nel III distretto militare come primo ufficiale di stato maggiore del comandante e poi nel III corpo d'armata. Il 1º marzo 1937 venne promosso tenente colonnello e dal 10 novembre 1938, fu nominato comandante del 9º reggimento di cavalleria. Venne promosso colonnello il 1 agosto 1939.
Con la mobilitazione per la seconda guerra mondiale, Harteneck passò nello staff della I armata. Il 10 novembre 1940, succedette al maggiore generale Hans Zorn come capo di stato maggiore al XXVII. Army Corps. Il 26 ottobre 1941, divenne capo dello stato maggiore della 2ª armata. Il 1º febbraio 1942, Harteneck venne promosso maggiore generale, avanzando al grado di tenente generale dal 1º aprile 1943. Dal 13 febbraio 1944, Harteneck fu responsabile del riallineamento delle divisioni di fanteria dell'esercito e venne promosso generale di cavalleria dal 1º settembre 1944. Ottenne quindi il comando del I corpo di cavalleria col quale prese parte alle battaglie nella parte settentrionale del fronte orientale, in Prussia orientale ed infine in Ungheria e Stiria orientale. Nel 1944, il corpo di cavalleria di Harteneck fu schierato per la prima volta ai confini della Prussia orientale e venne in seguito trasferito presso le sponde del lago Balaton in Ungheria. Dopo la resa, fu catturato dagli inglesi, dai quali riuscì ad ogni modo ad ottenere la rassicurazione che le due divisioni di cavalleria e la 23ª Panzer Division che si trovavano al suo seguito avessero la possibilità di tornare a piedi in Germania, mentre i cavalli in uso all'esercito potessero essere impiegati nell'agricoltura per favorire la popolazione locale nell'area occupata dagli Stati Uniti.
Nel 1947 fu rilasciato dalla prigionia e trovò lavoro presso un istituto scientifico di Monaco di Baviera.